# Guthega
Guthega ist ein Wintersportort im Südosten des australischen Bundesstaates New South Wales. Er liegt im Südteil des Kosciuszko-Nationalparks am Oberlauf des Snowy River und gehört zum Gebiet der Snowy Mountains. Im Dorf gibt es Hotels, Privatquartiere, ein Restaurant mit Bar und verschiedene Einrichtungen für den Skisport und andere Freizeitbetätigungen in freier Natur.
In Guthega liegt auch die Guthega Power Station, ein hydroelektrisches Kraftwerk, das von der Guthega Pondage gespeist wird und Teil des Snowy-Mountains-Systems ist.

## Geschichte
Der Aboriginesstamm der Ngarigo zog über 20.000 Jahre lang zwischen dem heutigen Canberra, der Monaroebene und den Snowy Mountains hin und her. Der Siedlungsdruck der europäischen Einwanderer führte zu vermehrten Feindseligkeiten zwischen den einzelnen Aboriginesstämmen, die vermutlich in den Gebirgsgegenden um den Snowy River und seiner Nebenflüsse ausgetragen wurden. Durch die Siedler eingeschleppte Krankheiten wie Windpocken, Syphilis, Influenza, Masern und Tuberkulose rotteten die einheimische Bevölkerung aus und um 1850 hatten sich die Überlebenden alle aus ihrem angestammten Land zurückgezogen und ihren überkommenen Lebensstil aufgegeben. Sie lebten mit den Europäern zusammen im Gebiet um Cooma.
Herbert Schlink, Eric Fisher, William Gordon, William Hughes und John Laidley überquerten 1927 erstmals den Hauptkamm der Snowy Mountains von Kiandra zum Kosciuszko-Hotel. 1960 wurde der Pass zwischen Guthega und Geehi nach Herbert Schlink Schlink Pass benannt. Die Schlink Pass Road von der Guthega Road am Snowy River bis zum Geehi Reservoir des Geehi River ist etwa 30 Kilometer lang, an ihr befindet sich auch die Berghütte Schlink Hut.
1949 wurde Guthega zum Standort für ein hydroelektrisches Kraftwerk und einen Stausee für das Snowy-Mountains-System ausgewählt. Die Straßenbauarbeiten für die Guthega Power Station begannen 1951 und die Arbeiten am Staudamm 1952. Der Auftrag für das Kraftwerk wurde an eine norwegische Baufirma vergeben, so erhielt Guthega bald den Spitznamen ‚Little Norway’, da dort damals die meisten Norweger außerhalb Norwegens lebten. Das Kraftwerk lieferte 1955 erstmals Strom.
Der Freizeitskisport begann in Guthega Ende der 1950er-Jahre. Die erste Piste mit Seillift wurde 1957 von SMA Ski Club am Osthang des Mount Tate angelegt. Der YMCA Ski Club of Canberra (heute: Brindabella Ski Club) baute 1960 zwei Schutzhütten und einen Seillift und begann mit dem Betrieb einer Skischule mit Unterkunft. Der Seillift des SMA Ski Club brannte 1965 ab und wurde nicht wieder aufgebaut. Dafür entstand aber im selben Jahr der erste Schlepplift am Westhang des Mount Blue Calf. 1966 bauten Walter Spanring und seine Frau Hannelore (geb. Eberstaller), bis heute die wichtigsten Unternehmer in Guthega, das Guthega Hotel (heute: Guthega Inn). 1974 entwarf Peter Aynsley die Lodge des Australian Ski Club neben dem Guthega Hotel und 1975 begann mit finanzieller Hilfe kleinerer Skivereine in der Gegend der Ausbau der Wintersporteinrichtungen an der Westflanke des Mount Blue Calf. 1980 engagierten sich neue Investoren und es kamen bis 1983 Parkplätze für Autos, ein Sessellift, ein Skicenter und weitere Verbesserungen dazu. Guthegas neue Wintersporteinrichtungen wurden 1983 in einer internationalen Marketingkampagne vorgestellt. Sie umfasste:

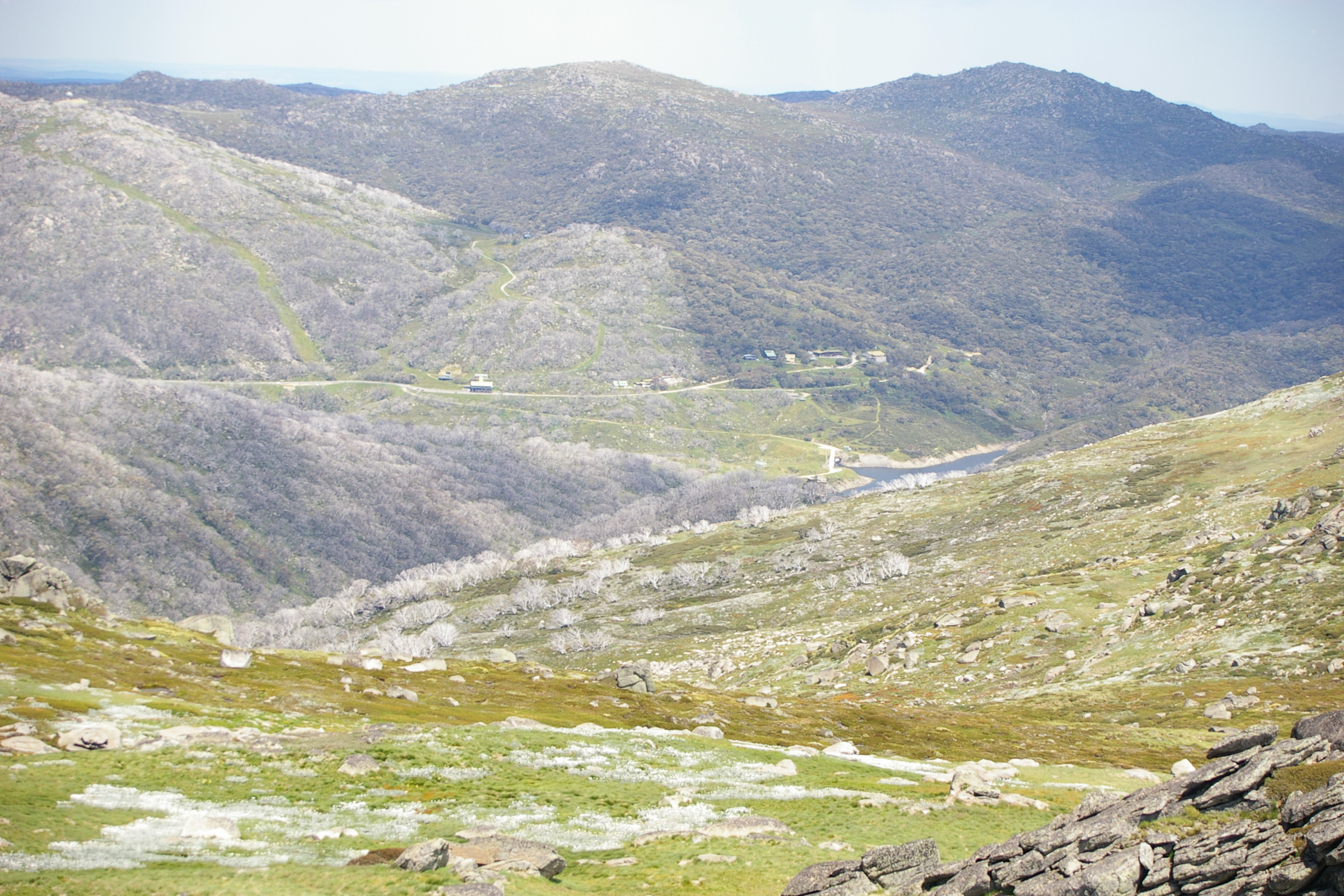
Blick vom Mount Tate auf Guthega

- Range Rover Australian Freestyle Championships
- Peter Stuyvesant International Pro-Am Dual Slalom
- Wahl AU-$10,000 Girls of the Snow des australischen Playboy
- Konzert der Band Cold Chisel im The Lake Jindabyne Hotel zum großen Playboy-Finale
- Ovaltine-Skirennen für Amateure und Skitouristen

1991 wurde Guthega von der Alpine Australia Group, den Betreiber des Blue-Cow-Resorts, übernommen. Dies führte 1992 zur Zusammenlegung des Betriebes beider Skigebiete, sodass man Guthega seitdem über die Skitube und die Abfahrten des Blue Cow and Link Management Unit erreichen kann. Guthega gehört nun zu Perisher Blue.
Guthega ist heute in die Skikarten des Perisher Blue Ski Resort integriert und ein Sessellift und zwei Schlepplifte verbinden bei Bedarf die beiden Skigebiete. Guthega bietet neben dem Alpinskisport auch Möglichkeiten zum Skilanglauf und für Snowboarder, sowie für Eiskletterer, die zum Blue Lake wollen. Im Sommer dient das Gebiet Ausflüglern und Touristen im Kosciuszko-Nationalpark.